# Saša Farič
Saša Farič, slovenska smučarka prostega sloga, * 19. julij 1984, Radomlje.
Leta 2004 je prejela dvoletno prepoved nastopanja zaradi dopinga. Nastopala v disciplini smučarski kros. Faričeva je za Slovenijo nastopila na Zimskih olimpijskih igrah 2010 v Vancouvru, kjer je osvojila 14. mesto. Do sezone 2002/2003, ko je bila članica ekipe C, je bila tekmovalka v alpskem smučanju. Do konca sezone 2009/2010 je 39-krat nastopila v svetovnem pokalu. Osemkrat se je uvrstila v veliki finale (mesta 1 do 4), dvakrat zmagala in se petkrat uvrstila na zmagovalne stopničke. S prvo zmago na svoji prvi tekmi pri 19 letih je najmlajša zmagovalka krosa za svetovni pokal.

## Največji uspehi
- 1. mesto	sv. pokal Saas Fee (Švi) 2004
- 1. mesto	sv. pokal Grindelwald (Švi) 2008
- 2. mesto	sv. pokal Meiringen-Hasliberg (Švi) 2008
- 2. mesto	sv. pokal Deer Valley (ZDA) 2008
- 2. mesto	sv. pokal kros skupno 2007/2008
- 2. mesto	Jeep King of the mountain, Squaw Valley (ZDA) 2008
- 3. mesto	X igre Aspen (ZDA) 2009
- 3. mesto	sv. pokal Blue Mountain (Kan) 2010
- 4. mesto	sv. prvenstvo Inavaširo (Jap) 2009
- 5. mesto	sv. prvenstvo Madonna di Campiglio (Ita) 2007